# Acerodon celebensis
Acerodon celebensis é uma espécie de morcego da família Pteropodidae.
Endêmica da Indonésia.